# Чюмич

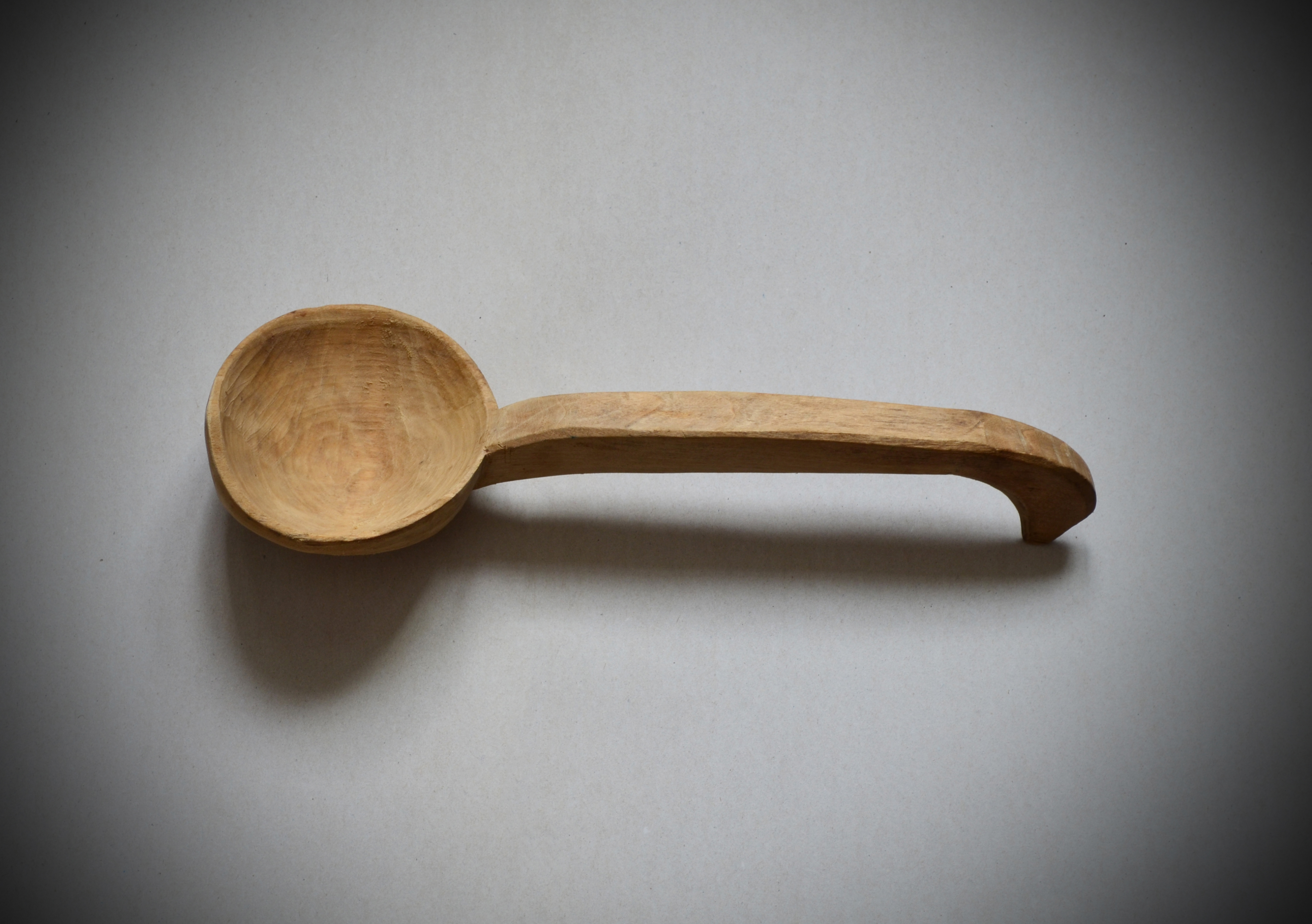
Чумичка.

Чюмич, в просторечии чюмичка — металлическая или деревянная поварская ложка с длинной ручкой, использовавшаяся в качестве столовой мерки. 
Название происходит от архаичного слова чюм — «ковш для питья». Вначале чюмичи появились в Подвинье, Белозерье, на Вологодчине, в Тихвине, Пскове, затем распространились до Москвы и Дорогобужа.
В росписи царским кушаньям 1610—1613 годов, назначено подавать к столу «на блюдо векошник ягод, а в них 3 чюмича круп гречневых». По-видимому, чюмич имел определенную вместимость.
В приходно-расходной книге Онежского монастыря за 1668 год упоминаются как «… четыре чюмича, чем щи и молоко черпают».